# Коегзистенција
Коегзистенција је идеологија која заступа сарадњу проналажењем заједничких интересовања и вредности и подразумева суздржавање од сукоба на принципима територијалног интегритета, суверенитета и права на самоодређење.